# Radioterapija z mikronskimi žarki
Radioterapija z mikronskimi žarki, imenovana tudi mikroradioterapija (MRT) je oblika frakcionirane radioterapije, ki uporablja snop rentgenskih mikrožarkov, ki jih generira sinhotron. Pri tej terapiji se uporabljajo visoki odmerki in visoka natančnost, z manjšo verjetnostjo zapletov v normalnem tkivu.

## Zgodovina
MRT je radioterapevtska metoda, ki so jo leta 1992 izumili Slatkin in sodelavci in temelji na prostorski frakcionaciji sinhotronski generiranih rentgenskih žarkov. MRT je bil razvit v predkliničnem okolju kot skupni projekt v katerem so sodelovali fiziki, inženirji, biomedicinski znanstveniki in zdravniki, sprva v Nacionalnem sinhrotronskem svetlobnem viru v Brookhavenskem nacionalnem laboratoriju v Uptonu (ZDA), pozneje pa v European Synchrotron Radiation Facility (ESRF) v Grenoblu (Francija).

## Delovanje
Visoke doze več sto Gray lahko proizvedejo sinhrotroni tretje generacije, ki zagotavljajo dovolj velike tokove fotonov in kvaziparalelne žarke. Za polja je značilen niz 25–100 µm širokih, kvaziparalelnih, mikro-planarnih žarkov, ki so med seboj oddaljeni od sredine do sredine 100–400 µm. Tovrstni niz žarkov je nehomogen in privede do edinstvenega profila snopa, ki je iz delov z visoko dozo – peak – in nizkih doz med njimi – dolinske doze. Doze v snopu (vrhovi) so lahko do 100-krat višje od doz v dolini.

## Klinična uporaba
MRT še ni bil uporabljen v nobenem kliničnem preskušanju na ljudeh, čeprav so številne študije na živalih pokazale njegov izrazit terapevtski potencial z izjemnim varčevalnim učinkom na normalno tkivo.
Uporaba MRT za zahteva skrbno, multidisciplinarno oceno epidemioloških, medicinskih, logističnih in etičnih vidikov, vključno s kakovostjo življenja v primerjavi z življenjsko dobo in opredelitvami končnih točk. Za varno izvajanje kliničnih preskušanj na ljudeh je treba razviti sistem za pozicioniranje pacienta, ki bo premikal težjega človeškega pacienta z zahtevano natančnostjo/prostorsko natančnostjo. Hkrati je za klinična preskušanja na ljudeh zaželeno načrtovanje terapije, ki vključuje slikanja z magnetno resonanco, saj zagotavlja večjo prostorsko ločljivost. Označevalni sistem za natančnejše spremljanje položaja med pridobivanjem slik in določanjem položaja za zdravljenje je lahko bodisi fiducialne vrste bodisi zagotovljen s sistemom stereotaktičnega okvirja.
Predklinično veterinarsko preskušanje na večjih živalih bo izboljšalo razumevanje dozimetrije, načrtovanja terapije in terapevtskih rezultatov pri večjih, globoko ležečih in spontanih tumorjih.
Največjo korist na račun MRT, bi v onkologiji imeli pri zdravljenju naslednjih rakov: maligni možganski tumorji, pljučni rak in maligni mišično-skeletni tumorji. Hkrati bi lahko bilo takšno obsevanje uporabno za zdravljenje dojenčkov in otrok, pri katerih so tveganja za kasne posledice resnejša. Poleg zdravljenja tumorjev je bila MRT predlagana tudi kot mikrokirurško orodje pri nevroloških motnjah.